# Siktivkar
Siktivkar (en komi i rus Сыктывка́р) és una ciutat de Rússia, capital de la República de Komi. Té una població de 220.580 habitants segons el cens de 2021.
Siktivkar es troba als marges del riu Síssola, que originà el seu nom antic, Ust-Síssolsk. El nom actual prové de Síktiv, el nom komi per al riu, més kar, que vol dir «ciutat». La ciutat es troba a la vora del punt on el riu Sísola s'uneix al riu Vítxegda, que és una branca del Dvina del Nord. Els rius són navegables i és la ruta més important de transport de productes forestals des de Siktivkar. La indústria de la fusta és la principal de la ciutat.
Es creu que els primers assentaments de la ciutat daten del segle xvi. Va obtenir l'estatut de ciutat de Caterina la Gran el 1780 i més tard esdevingué la capital de la província autònoma de Komi. Ha mantingut l'estatut de capital dels komi fins ara, tot i que la forta immigració russa els ha deixat com a petita minoria dins la ciutat.

## Fills il·lustres
- Margarita Ševtšenko (1967), pianista.